# 이기홍 (1986년)
이기홍(李起弘, 1986년 9월 30일 ~ )은 한국계 미국인 배우로 《메이즈 러너》의 민호 역으로 잘 알려져 있다.

## 생애
대한민국 서울에서 태어나 6세에 뉴질랜드 오클랜드로 이주하였으며 8세에 다시 미국 로스앤젤레스로 이주하였다. 2004년부터 2008년까지 미국 캘리포니아 대학교 버클리에서 심리학을 전공하였다.
2015년 3월 결혼하였다.

## 경력
2010년 드라마 '빅토리어스 시즌 1'을 통해 배우로 데뷔했으며 2011년 드라마 '더 나인 라이브즈 오브 클로이 킹'과 '올 인 올'에도 주연으로 출연한 바 있고 대중적인 인지도를 쌓은 후 7~8번의 오디션을 거쳐 '메이즈 러너'의 민호 역에 최종 캐스팅된 것으로 전해졌다.

## 관련 작품

### 영화
| 연도 | 제목                                   | 역할               | 비고 |
| ---- | -------------------------------------- | ------------------ | ---- |
| 2011 | 올 인 올                               | 제러미             | 단편 |
| 2012 | 테이크 잇 슬로우                       | 브라이언           | 단편 |
| 2012 | 어웨이 위 해픈드                       | 벤                 | 단편 |
| 2012 | 프레이터벤션: 디 엔드 오브 브로잉 아웃 | 키스               | 단편 |
| 2013 | 우리가 절대 만나지 못했던 이유         | 소년               | 단편 |
| 2013 | 더 마스터 치프                         | 존 서              | 단편 |
| 2013 | 썸웨어 라이크 디스                     | 남자친구           | 단편 |
| 2013 | 옐로 페이스                            | BD 웡              |      |
| 2013 | 투 더즈 나이츠                         | 일라이저 바 프렌즈 | 단편 |
| 2013 | 그녀에겐 남자친구가 있다               | 프랭크             | 단편 |
| 2014 | 이번만은                               | 매니               | 단편 |
| 2014 | 메이즈 러너                            | 민호               |      |
| 2015 | 메이즈 러너: 스코치 트라이얼           | 민호               |      |
| 2015 | 더 스탠포드 프리즌 엑스페리먼트        | 개빈 찬            |      |
| 2017 | 특별시민                               | 스티브             |      |
| 2017 | 위시 어폰                              | 라이언 후이        |      |
| 2018 | 메이즈 러너: 데스 큐어                 | 민호               |      |
| 2017 | 더 퍼블릭                              |                    |      |
| 2017 | 투 벨맨 3                              |                    |      |

### TV
| 연도 | 제목                            | 역할          | 비고       |
| ---- | ------------------------------- | ------------- | ---------- |
| 2010 | 빅토리어스                      | 클레이턴      | 1회        |
| 2010 | 미국 십대의 비밀생활            | 학생 #2       | 1회        |
| 2010 | 모던 패밀리 (S02E09)            | 식당 접시닦이 | 1회        |
| 2011 | 더 나인 라이브즈 오브 클로이 킹 | 폴            | 10회, 주연 |
| 2011 | 뉴 걸                           | 헥터          | 1회        |
| 2012 | 클라이언트 리스트               | 배달부        | 1회        |
| 2012 | 올웨이즈 유                     | 제임스        |            |
| 2012 | 마더러버                        | 채즈 성       | 6회        |
| 2013 | 블루 블러드                     | 데이비드 린   | 1회        |
| 2015 | 더 위스퍼스                     | 피터 김       | 1회        |